# Middlezoy
Middlezoy is een civil parish in het bestuurlijke gebied Sedgemoor, in het Engelse graafschap Somerset met 725 inwoners.